# 富山県道348号太閤山戸破線
富山県道348号太閤山戸破線（とやまけんどう348ごう たいこうやまひばりせん）は、富山県射水市を通る一般県道である。

## 概要

### 路線データ
- 起点：富山県射水市黒河新（富山県道9号富山戸出小矢部線交点）
- 終点：富山県射水市戸破（富山県道44号富山高岡線交点）
- 実延長：1,822m

## 歴史
- 1973年（昭和48年）3月31日 - 認定[1]
  - 起点：射水郡小杉町太閤山
  - 終点：射水郡小杉町戸破

## 地理

### 通過する自治体
- 富山県
射水市

### 交差する道路
- 富山県道9号富山戸出小矢部線（起点：太閤山交差点）
- 富山県道44号富山高岡線（終点：中央通り一丁目交差点）

### 沿線
- あいの風とやま鉄道線 小杉駅
- 富山県衛生研究所
- 富山県高岡厚生センター 射水支所
- 射水市役所
- 富山県立大学
- 射水市立小杉中学校
- 射水市立小杉南中学校
- 射水市立太閤山小学校
- 射水市立中太閤山小学校
- 北陸銀行
  - 太閤山支店
  - 小杉支店
- 富山銀行 小杉支店
- 富山第一銀行 太閤山支店
- 富山信用金庫 太閤山支店
- 小杉郵便局
- 小杉三ケ郵便局
- アル・プラザ小杉（ショッピングセンター）
- 太閤山ショッピングセンターパスコ
- アルビス
  - パスコ店
  - 歌の森店
  - いみずの小杉店
- クスリのアオキ 小杉店
- シメノドラッグ 小杉店
- ジョイフルシマヤ 小杉店（ホームセンター）